# كولوركيا
كولوركيا (باليونانية: κουλουράκια IPA: [kuluˈraca]؛ صيغة المفرد: κουλουράκι) هي حلوى يونانية تقليدية، تُصنع عادةً في عيد الفصح ليتم تناولها بعد يوم السبت المقدس.
وهي عبارة عن معجنات قائمة على الزبدة، على شكل يدوي تقليدي، مع طبقة ملساء من البيض فوقها. لديها نكهة حلوة ناعمة مع لمسة من الفانيليا. تشتهر كولوركيا برشها ببذور السمسم وشكل الحلقة المميز. في الواقع، الكلمة هي الشكل المصغر لرغيف على شكل حلقة أو حزام نجاة.
يمكن تشكيل المعجنات في دوائر مضفرة، أو لفات دبوس شعر، أو شكل ثمانية، أو أكاليل ملتوية، أو حدوات حصان، أو أحرف يونانية، على الرغم من أنها لا تزال تتشكل في الغالب على شكل ثعبان. في كثير من الأحيان، يضاف القرنفل فوق وسط المعجنات لإضافة نكهة. عادة ما يتم تناولها مع قهوة الصباح أو شاي بعد الظهر. مثل جميع المعجنات، يتم حفظها عادة في ظروف جافة في مرطبان بغطاء قابل للقفل.

## التاريخ
تم إعداد كولوركيا منذ زمن الحضارة المينوسية على الأقل. قام المينوسيون أحيانًا بإعداد المعجنات مثل الثعابين الصغيرة، لأنهم كانوا يعبدون الأفعى لقوى الشفاء.